# Video Phone
Video Phone – piosenka amerykańskiej wokalistki rhythm and bluesowej Beyoncé Knowles, pochodząca z jej trzeciego albumu studyjnego, I Am... Sasha Fierce. Została wydana jako ósmy, a zarazem finałowy singel promujący płytę. Remiks utworu, nagrany z udziałem Lady Gagi, wydany został na edycji deluxe I Am... Sasha Fierce.
Piosenka otrzymała zróżnicowane oceny od większości krytyków, którzy uznali, że udział Gagi nie wzniósł niczego nowego do „Video Phone”. Jednak to właśnie remiks odniósł większy sukces komercyjny od wersji oryginalnej.
Nakręcony do remiksu „Video Phone” wideoklip oddaje hołd filmowi Wściekłe psy oraz modelce Bettie Page. Krytycy uznali teledysk za mało interesujący i mizoandryczny, a jedynymi ciekawymi elementami były według nich stroje oraz kinowe inspiracje.

## Tło
22 stycznia 2009 roku „Video Phone” został wysłany do amerykańskich stacji radiowych. Natomiast oficjalna premiera singla była wciąż przekładana, aż w październiku magazyn Life & Style poinformował, że Beyoncé i Lady Gaga pracują nad remiksem utworu. Wersja ta, a także nakręcony do niej wideoklip wydane zostały na edycji deluxe I Am... Sasha Fierce.
Chris Willman z Yahoo! uznał, że tekst piosenki odnosi się do „celebracji wirtualnego seksu przez Skype’a oraz rozbierania się przed kamerą internetową dla osób niedawno poznanych w klubach.”

## Przyjęcie
Alexis Petridis z The Guardian porównał utwór do „Diva”, pisząc: „'Video Phone’ jest niemal tak samo dziwny jak ‘Diva’, jednak dużo lepszy [i] przedstawia nam nieoczekiwaną postawę Beyoncé mówiącej o pornografii, 'Chcesz mnie widzieć nago? Jeśli lubisz tę pozycję, możesz to nagrać.’ Nie stara się zrobić z siebie Reader’s Wife (wiele magazynów pornograficznych zamieszcza zdjęcia nadesłane przez czytelników w sekcjach o tej nazwie), ale to nie jest ważne, ponieważ dziwne i niesamowite odgłosy jęków i elektroniki w tle są fascynujące.” Colin Mcguire z PopMatters napisał: „'Video Phone’ jest wystarczająco seksowny do momentu, gdy pojawiają się niekofortowe myśli na temat Beyoncé słuchającej tego utworu w pokoju, gdzie znajduje się również jej ojciec.” Sal Cinquemani z magazynu internetowego Slant stwierdził, że „piosenka raptownie i obcesowo zakończyła album”.
Remiks „Video Phone” został negatywnie oceniony przez Frasera McAlPine’a z BBC Radio 1, który powiedział: „W każdym razie, doszedłem teraz do ‘Video Phone’ – jaki jest właściwie sens udziału Gagi w utworze? Wiem, że nie spodoba się to fanom Beyoncé, ale myślę, że jest to sytuacja typu 'jeśli nie potrafisz ich pokonać, dołącz do nich’.” Chris Willman z Yahoo! porównał „Video Phone” do „Telephone”, w której gościnnie pojawiła się Beyoncé: „Może jest to spowodowane tym, że do ‘Telephone’ Gagi nie nakręcono jeszcze wideoklipu, co zostawia więcej wyobraźni, ale jeśli miałbym wybierać, to stwierdziłbym, że piosenka Gagi jest lepsza od ‘Video Phone’. (...) Jej przesłanki o niepohamowanym ekshibicjonizmie nie wnoszą niczego świeżego do gatunku.”

## Sukces komercyjny
Po premierze I Am... Sasha Fierce „Video Phone” uplasował się na 14. miejscu Billboard Bubbling Under R&B/Hip-Hop Singles, wyłącznie w oparciu o obecność na antenach stacji radiowych. Po oficjalnym wydaniu singla w 2009 roku, „Video Phone” zadebiutował na 70. pozycji Hot R&B/Hip-Hop Songs, docierając ostatecznie do 37. miejsca. Dzięki „Video Phone” I Am... Sasha Fierce stał się pierwszym albumem XXI wieku, z którego co najmniej 7 singli zajęło miejsca na Hot R&B/Hip-Hop Songs. 12 grudnia na 65. pozycji Billboard Hot 100 zadebiutował remiks piosenki. „Video Phone” był tym samym jednym z najmniej popularnych utworów wokalistki z I Am... Sasha Fierce, a także w całej twórczości. W sumie singel rozszedł się w Stanach Zjednoczonych w 28.000 kopii, z czego 93% wynosił zakup remiksu, a 7% wersji oryginalnej.
W Australii „Video Phone” zadebiutował na 89. miejscu, awansując później na 66. pozycję ARIA Singles Chart. Remiks zadebiutował 30 listopada na 40. miejscu, docierając do 31. pozycji w następnym tygodniu. W Nowej Zelandii remiks uplasował się na 32. miejscu. W Wielkiej Brytanii wersja oryginalna zadebiutowała na 91. pozycji UK Singles Chart, po czym awansowała na 58. miejsce.

## Wideoklip
Teledysk do remiksu „Video Phone” nakręcony został przez Hype’a Williamsa. 15 października 2009 roku rzecznik reżysera potwierdził w MTV, że doniesienia o współpracy Beyoncé i Gagi są prawdziwe. Wideoklip zarejestrowany został w nowojorskim Greenpoincie. W wywiadzie dla radia Z100 Gaga opowiedziała o pracy na planie:

„Kiedy miałam kręcić z nią wideoklip, zadzwoniła do mnie i powiedziała 'Co chcesz zrobić?', a ja odpowiedziałam 'Nie chcę pokazać się w jakiejś szalonej fryzurze i stroju à la Gaga w twoim teledysku.’ (...) 'Chcę zrobić to w twoim stylu.’ Chciałam stworzyć własną wersję Beyoncé, dlatego kiedy przez cały czas uczyłam się choreografii, nazywali mnie Gee-yoncé.”

Premiera wideoklipu miała w założeniu nastąpić 5 listopada 2009 roku, jednak została przesunięta do 17 listopada.
Wideoklip rozpoczyna się widokiem Knowles idącej aleją w towarzystwie grupy mężczyzn w garniturach. Scena ta była hołdem wobec filmu Quentina Tarantino Wściekłe psy. Następnie na wokalistkę, tańczącą w biało-czarnym lateksowym stroju, kierowane są aparaty zastępujące mężczyznom głowy. Kolejne sceny ukazują ją wśród różnych mężczyzn, z futurystyczną, kolorową bronią. W międzyczasie Beyoncé kilkakrotnie zmienia strój, aż w końcu wykonuje wspólne wersy z Gagą. Obie mają na sobie białe trykoty i rękawiczki, a ich stroje różnią się tylko butami – Knowles wystąpiła w czerwonych, natomiast Gaga w żółtych szpilkach projektu Christiana Louboutina. Wokalistki wykonują synchroniczny taniec na białym tle. W jednym z finałowych ujęć Knowles pojawia się w kostiumie będącym hołdem wobec Bettie Page. W trakcie wideoklipu artystki przez cały czas kierują broń w stronę mężczyzn. Teledysk kończy się sceną, w której Knowles strzela kolorową bronią siedząc na motocyklu, a wokół niej wyświetlane są fragmenty z początku widea.

### Przyjęcie
James Montgomery z MTV skupił się głównie na udziale Gagi w wideoklipie, mówiąc, że „to na pewno nie Gaga, jaką zwykliśmy oglądać, ale jej występ nie był również całkowicie pozbawiony jej osobowości. Podobnie zresztą, jak cały teledysk. Zwłaszcza jeśli oglądasz Beyoncé żującą gumę, kręcącą biodrami i wymachującą po omacku AK-47, podczas gdy ekran zmienia kolor z elektryzującej zieleni na Kool-Aidową czerwień.” Jim Farber z New York Daily News porównał wygląd Beyoncé do Bettie Page i napisał: „Klip do ‘Video Phone’ (...) nie oferuje wiele pod względem chemii czy nawet interakcji między dwiema diwami.” Daniel Kreps z Rolling Stone uznał, że teledysk „był niemal całkowicie zawładnięty przez hołdy filmowe oraz zmiany strojów”, a także porównał wizerunek Knowles do Page oraz Katy Perry i M.I.A. Daily Mail pozytywnie ocenił wideoklip, nazywając go awangardowym i niegrzecznym.
„Video Phone” umieszczony został na 99. miejscu listy najlepszych wideoklipów 2009 roku według BET. W 2010 roku teledysk otrzymał nominację do MTV Video Music Awards Japan w kategorii najlepsza kolaboracja.

## Listy utworów
- Amerykańskie/brytyjskie CD[30][31]

1. „Video Phone” – 3:35
2. „Video Phone” (wersja instrumentalna) – 3:27

- Międzynarodowe wydanie digital download[32][33][34]

1. „Video Phone” – 3:35
2. „Video Phone” (remiks feat. Lady Gaga) – 5:04
3. „Poison” – 4:04

- Brytyjskie wydanie digital download[35]

1. „Video Phone” (remiks feat. Lady Gaga) – 5:04
2. „Video Phone” (remiks Garetha Wyna) – 7:53
3. „Video Phone” (remiks Oli Collinsa & Freda Portelliego) – 7:02
4. „Video Phone” (remiks Domana & Gooding Playhouse) – 6:33
5. „Video Phone” (remiks My Digital Enemy) – 7:00
6. „Video Phone” (remiks Garetha Wyna w wersji radiowej) – 3:57

## Pozycje na listach
| Lista (2008)                         | Najwyższa pozycja |
| ------------------------------------ | ----------------- |
| Australian Singles Chart             | 66                |
| Australian Urban Chart               | 20                |
| Spanish Singles Chart                | 26                |
| UK Singles Chart                     | 58                |
| U.S. Billboard Hot R&B/Hip-Hop Songs | 37                |
| U.S. Billboard Hot Dance Club Songs  | 5                 |

| Lista (2009)                 | Najwyższa pozycja |
| ---------------------------- | ----------------- |
| Australian Singles Chart     | 31                |
| Australian Urban Chart       | 9                 |
| Belgian Tip Chart (Flandria) | 4                 |
| Belgian Tip Chart (Walonia)  | 14                |
| Czech Airplay Chart          | 39                |
| New Zealand Singles Chart    | 32                |
| Russian Airplay Chart        | 149               |
| U.S. Billboard Hot 100       | 65                |

## Daty wydania
| Kraj              | Data              | Format           | Wersja           |
| ----------------- | ----------------- | ---------------- | ---------------- |
| Wielka Brytania   | 17 listopada 2009 | CD               | albumowa         |
| Wielka Brytania   | 21 grudnia 2009   | digital download | remiks           |
| Francja           | 20 listopada 2009 | digital download | albumowa, remiks |
| Stany Zjednoczone | 20 listopada 2009 | digital download | The Bonus Tracks |